# أرييل كوهن
أرييل كوهن (بالإنجليزية: Ariel Cohen)‏ هو عالم سياسة أمريكي وإسرائيلي، ولد في 3 أبريل 1959 في يالطا في شبة جزيرة القرم.

## وصلات خارجية
- أرييل كوهن على موقع إن إن دي بي (الإنجليزية)